# Universitetet i Maastricht

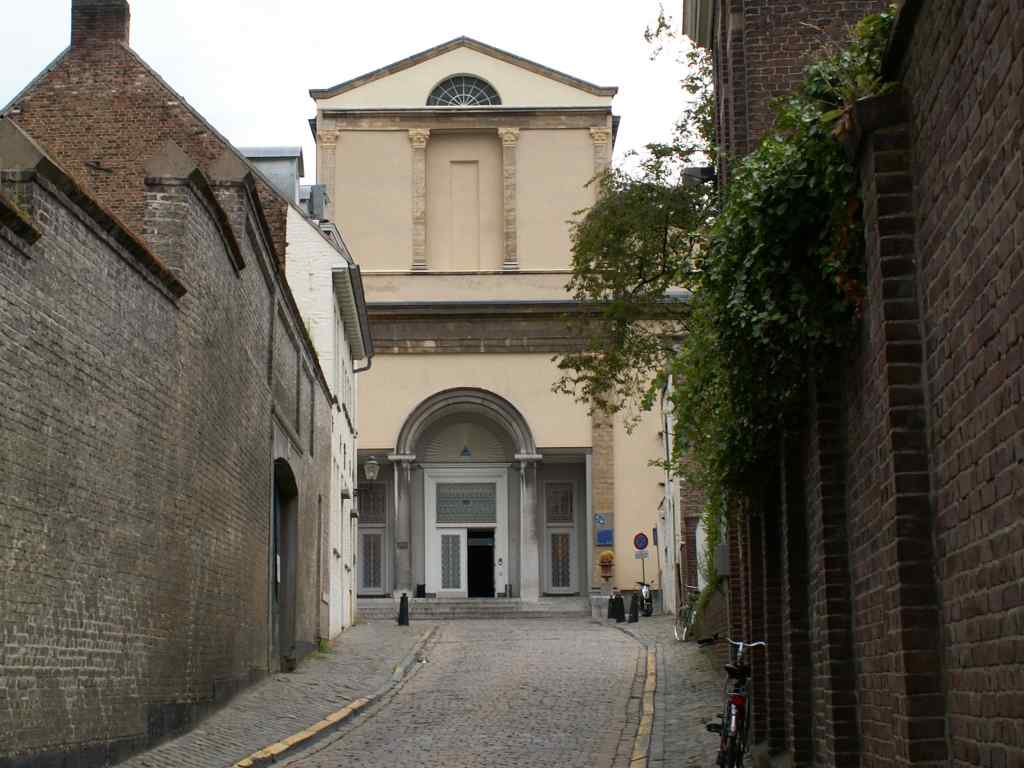
Huvudbyggnad för Maastricht University

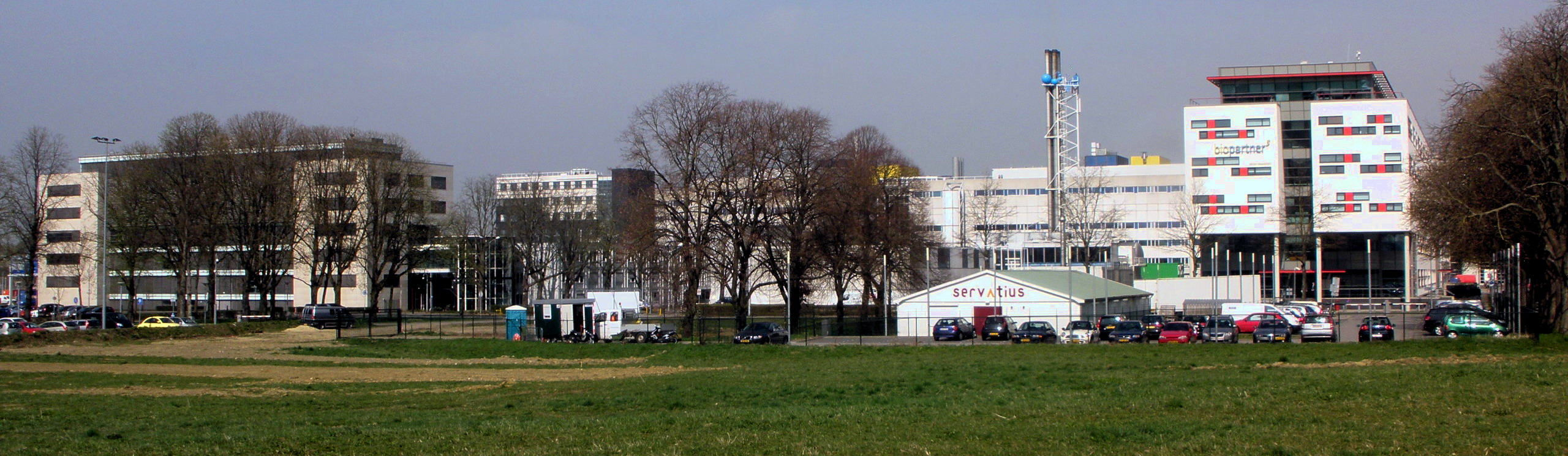
Campus Randwyck av Maastricht University

Universitetet i Maastricht (nederländska: Universiteit Maastricht, förkortat UM) är ett universitet i Maastricht i Nederländerna som grundades 1976. UM är det mest internationella universitetet i Nederländerna, och är rankat bland de bästa universiteten där. Universitetet har omkring 21 085 studenter (2020/2021). Andelen utländska studenter är 55%, och en stor del av programmen är på engelska, särskilt på högre nivåer. Undervisningen sker enligt Problembaserat lärande (PBL), där studenterna i klass diskussioner som leds av en handledare.

## Organisation
Universitetet har två campi (center och Randwyck) och de sex fakulteter:
- Humanistiska fakulteten och samhällsvetenskap
- School of Business and Economics
- Juridiska fakulteten
- Fakulteten för humaniora och vetenskaper
- Fakulteten för hälsa, medicin och biovetenskap
- Fakulteten för psykologi och neurovetenskap

Universitetet har ett sjukhus, AZM.

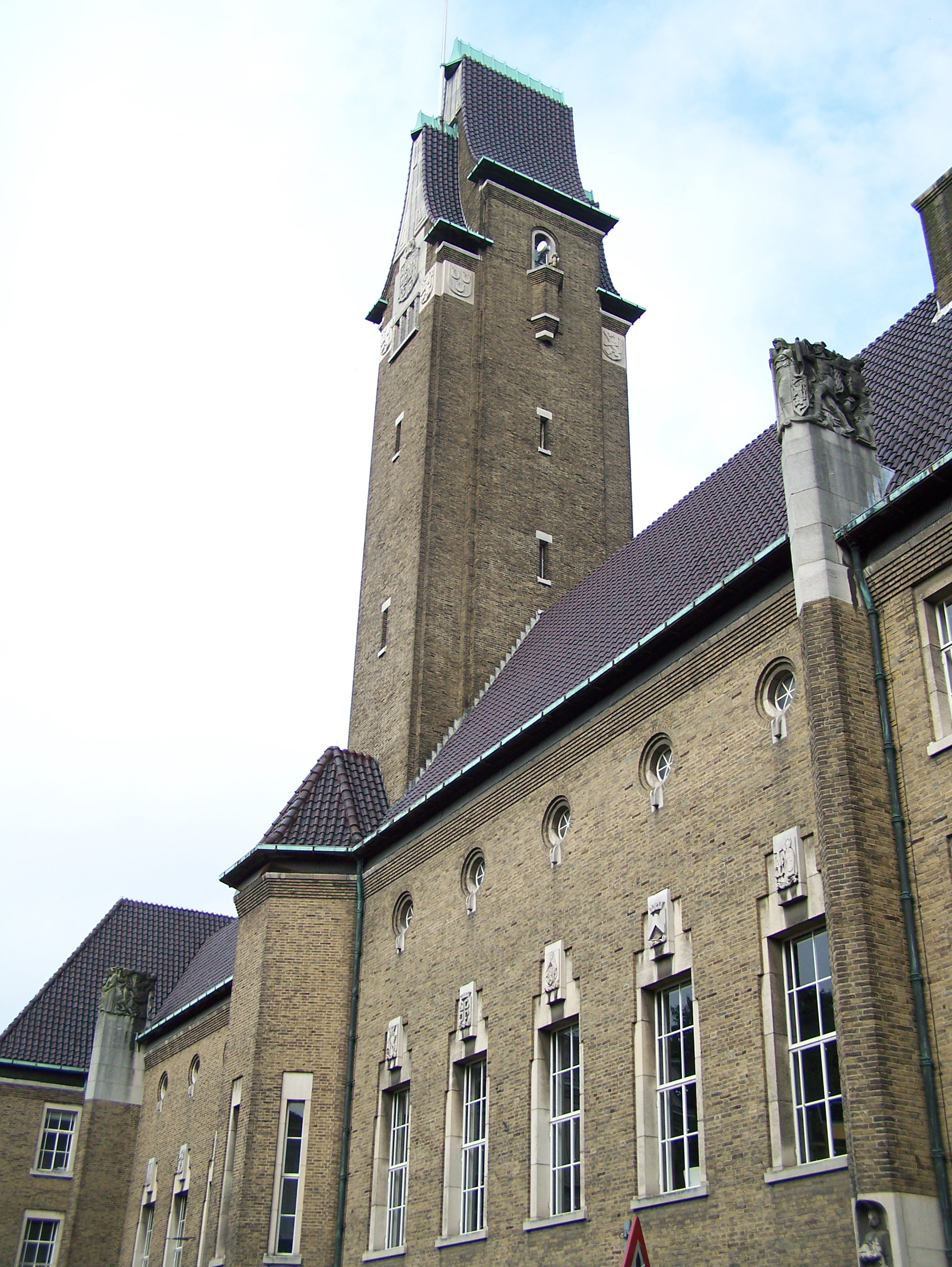
Juridiska fakulteten
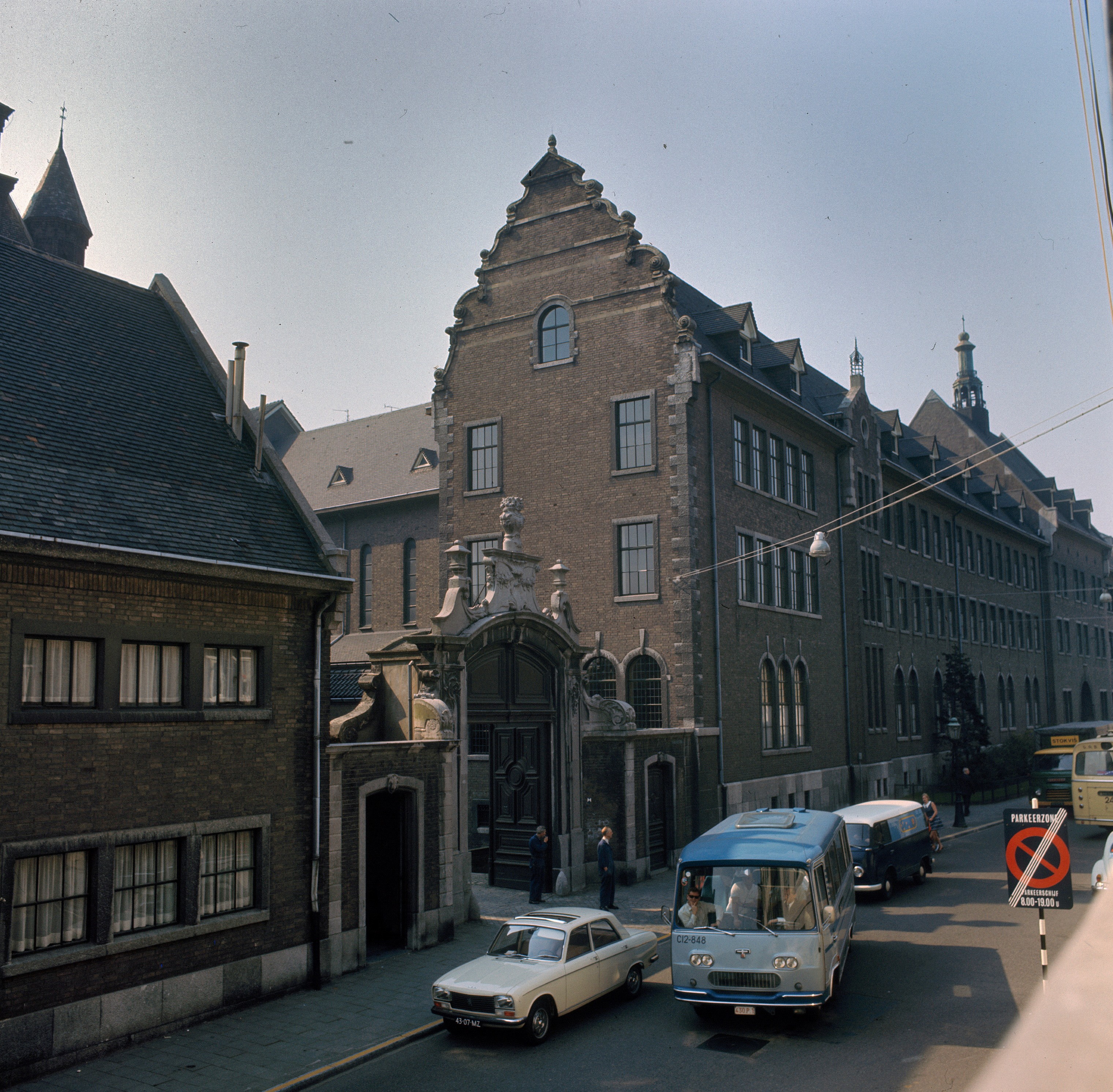
School of Business and Economics
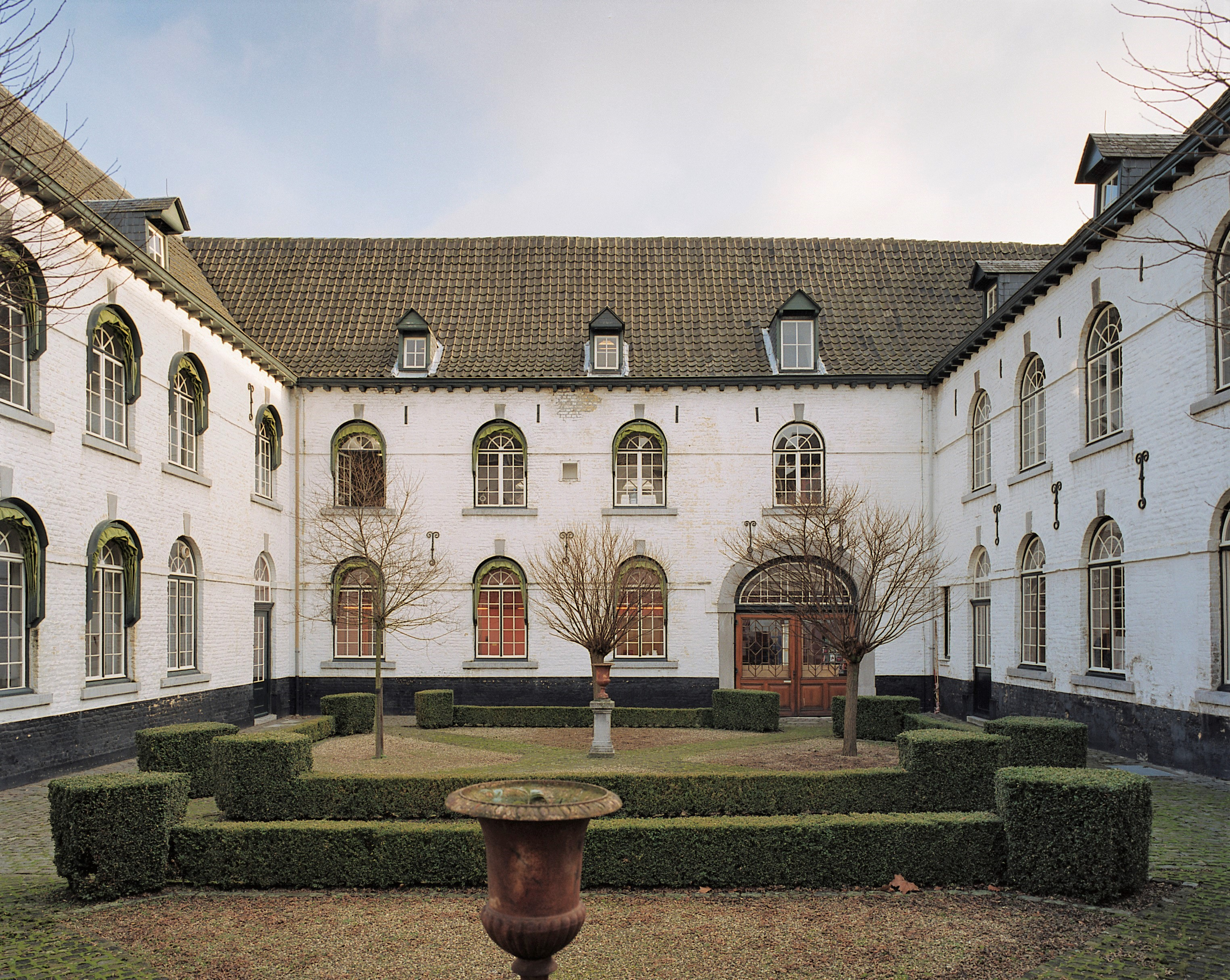
University College Maastricht
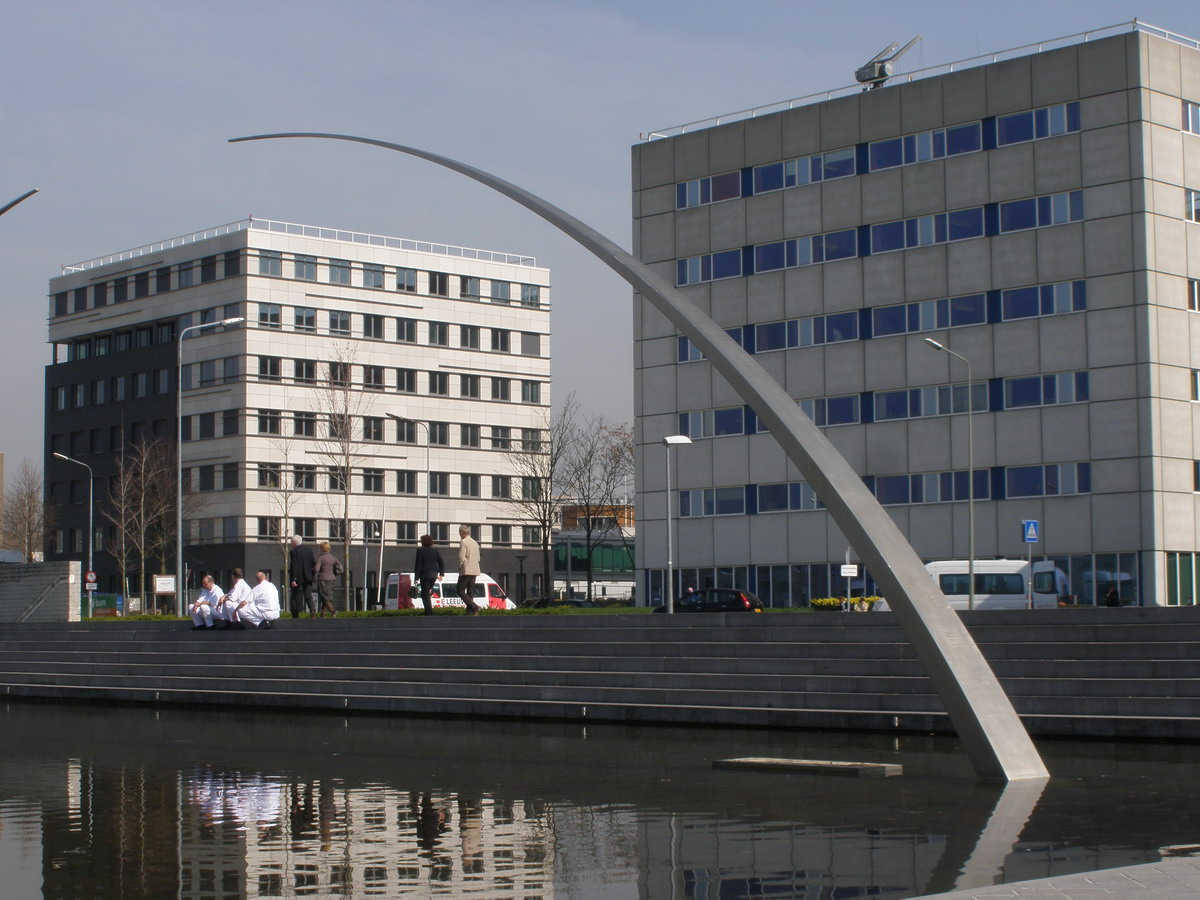
AZM universitetssjukhus

## Utvärderingar
- THE World University Rankings har rankat universitetet som nummer 98 på sin rankinglista för 2013 över universiteten i världen. Det var rankat som nummer 32 i Europa 2013.[3]
- QS World University Rankings har rankat universitetet som 121 på sin rankinglista för 2012 över världens universitet.[4]